# لي زياوبنغ
لي زياوبنغ (بالصينية: 李小鹏) (و. 1959  م) هو سياسي، وشخصية أعمال صيني، هو عضوٌ في الحزب الشيوعي الصيني.

## مناصب
تولى منصب عضو مجلس الشعب الصيني ‏
.

## التعليم
تعلم في North China Electric Power University ‏
.